# Spicaria griseola
Spicaria griseola är en svampart som beskrevs av Sacc. 1881. Spicaria griseola ingår i släktet Spicaria, divisionen sporsäcksvampar och riket svampar.   Inga underarter finns listade i Catalogue of Life.